# كم تشي وو
كيم تشي وو، من مواليد 11 نوفمبر 1983 في سيئول في كوريا الجنوبية، لاعب كرة قدم كوري جنوبي.
بدأ مسيرته الكروية مع نادي إنتشون يونايتد في عام 2004، ولعب معهم حتى عام 2006، وشارك معهم في 52 مباراة، وفي عام 2005 أعير إلى نادي بارتيزان بلغراد الصربي، ولعب معهم 7 مباريات، وفي عام 2007 انتقل إلى نادي تشونام دراغونز.
و قد بدأ باللعب مع منتخب كوريا الجنوبية لكرة القدم في عام 2006.

## وصلات خارجية
- كم تشي وو على موقع الاتحاد الدولي (مؤرشف)  (الإنجليزية)
- كم تشي وو على موقع دوري كوريا الجنوبية (الإنجليزية)
- كم تشي وو على موقع قاعدة بيانات كرة القدم.إي يو (الإنجليزية)
- كم تشي وو على موقع ناشيونال فوتبول تيمز (الإنجليزية)
- كم تشي وو على موقع Soccerway.com (الإنجليزية)
- كم تشي وو على موقع AS.com (الإسبانية)